# 計測機器の一覧
計測機器の一覧（けいそくききのいちらん）は科学者がそれぞれの物理量に対して用いる測定機器のリストである。
測定（計測）とは「実在の状態や物体を物理量で表す」行為である。基準となる物体を確立することで単位が決められ、この単位に従って測定結果は数値として表される。測定機器はこの測定をするための道具である。全ての測定機器は「測定誤差」とよばれる誤差を持つ。
実用的な範囲で確からしい統計的な基準を元に、物理量を算出する機器も挙げる。

## 一覧

### 長さ
- 定規
- ノギス
- マイクロメータ
- ハイトゲージ
- すきまゲージ
- 測距儀
- 光波測距儀
- メジャー
- レーダー
- レーザートラッカー
- LIDAR

### 重さ
- 体重計
- 電子天秤
- 上皿天秤
- ばね秤
- トラックスケール

### 圧力
- 気圧計
- 真空計

### 加速度
- 加速度計
- 慣性計測装置

### 電気
- 回路計（通称「テスター」）
- 電流計
- 電圧計
- 抵抗計
- 検流計
- 周波数計
- 静電容量計
- オシロスコープ
- ネットワーク・アナライザ (高周波回路)
- スペクトラムアナライザ
- SWR計
- パワー計
- ディップメータ
- アンテナ・アナライザ

### 温度
- 温度計
- 体温計

### 時間
- 時計
- ストップウォッチ

### 光
- 分光光度計
- 蛍光光度計
- 天体望遠鏡

### 放射線
- 電離箱
- ガイガー＝ミュラー計数管
- シンチレーション検出器
- 半導体検出器

### 形状
- 真弧
- レーザートラッカー
- LIDAR

## 統計的仮定にもとづいて物理量を定義する機器
- 高度計
- 地震計
- 湿度計
- 積雪計
- 体脂肪計
- 風速計
- 膜厚計